# جيمس برودي
جيمس برودي (بالإنجليزية: James Brodie)‏ (31 أغسطس 1820 في المملكة المتحدة - 19 فبراير 1912 في أستراليا) هو لاعب كريكت أسترالي. لعب مع فريق فكتوريا للكريكت.

## وصلات خارجية
- جيمس برودي على موقع إي آس بي آن كريك إنفو (الإنجليزية)